# Nothodiplax
Nothodiplax là một chi chuồn chuồn ngô trong họ Libellulidae. Chi này chỉ có một loài, Nothodiplax dendrophila,